# Alain Derobe
Alain Derobe (* 23. Februar 1936 in Paris; † 11. März 2012 ebenda) war ein französischer Kameramann.

## Leben
Der Sohn eines Filmkritikers besuchte bis 1958 die École Louis-Lumière und anschließend bis 1959 die IDHEC, wo er eine kameratechnische Rundumausbildung erhielt. Anschließend übernahm Derobe seine ersten Jobs als Kameraassistent, wo er unter seinem Lehrmeister Henri Decaë Anfang der 1960er Jahre auch an Filmen mit Jean-Paul Belmondo („Die Millionen eines Gehetzten“, „Bonbons mit Pfeffer“) beteiligt gewesen war. 1963 erhielt Derobe seine erste Verpflichtung als Chefkameramann und gestaltete zunächst die Optik einiger spekulativer B-Filme José Bénazérafs mit (nach heutigen Maßstäben extrem harmlosen) Sexeinlagen. 1968 holte Peter Fleischmann Derobe für seine Inszenierung Jagdszenen aus Niederbayern nach Deutschland, es sollte Derobes erster Qualitätsfilm werden. 
In der Folgezeit verpflichteten daraufhin auch andere renommierte Regisseure Derobe, und er arbeitete u. a. mit Claude Berri, Helma Sanders-Brahms, Jean-Claude Brialy und Luis García Berlanga zusammen. Das Gros seiner Werke bis zu seinem weitgehenden Karriereende Anfang der 1990er Jahre ist jedoch enttäuschend, und Derobe scheute auch weiterhin nicht die Kameraarbeit an Softsex-Erotika vom Schlage „Hemmungslose Erotik“, Erste Sehnsucht und „Joy – Tempel der Lust“. Zu Beginn des neuen Jahrtausends bildete sich Derobe beruflich fort und wirkte kurz vor seinem Tod bei einigen Filmen als Stereograph mit; so auch 2010/11 bei Wim Wenders’ in 3D gestalteter Tanzfilm-Dokumentation über Pina Bausch, Pina. Über diesen neuen Berufszweig lehrte er zeitweise auch an der Europäischen Filmakademie.
Alain Derobe war mit der französischen Schauspielerin Marie-France Mignal (* 1940) verheiratet.

## Filmografie
nur Beiträge als Chefkameramann
- 1963: Sex mal Sex (Paris Erotika)
- 1964: Cover Girls – die ganz teuren Mädchen (Cover Girls)
- 1965: L'Enfer dans la peau
- 1967: Der Teufelsgarten (Coplan sauve sa peau)
- 1967: O Salto
- 1968: Jagdszenen aus Niederbayern
- 1970: Wendekreis des Krebes (Tropic of Cancer)
- 1970: Le Pistonné
- 1971: Gewalt (deutsche Fernsehproduktion)
- 1971: Eine tierische Verbindung (L'Alliance)
- 1971: Églantine
- 1972: Les Volets clos
- 1973: Amore
- 1974: Grandeur nature
- 1975: Le Futur aux trousses
- 1977: Le Dernier Baiser
- 1977: Alibis
- 1980: Hemmungslose Erotik (Les Filles de madame Claude)
- 1982: Cinque et la peau
- 1982: Damenwahl – Männerjagd (Le quart d'heure américain)
- 1983: Erste Sehnsucht (Premiers désirs)
- 1984: Réveillon chez Bob
- 1987: Duo solo
- 1989: Papa est parti, maman aussi
- 1992: Joy – Tempel der Lust (Joy et Joan chez les pharaons)
- 2000: Couleurs Brasil (Dokumentarkurzfilm)